# Gopala I
Gopala I (en bengalí, গোপাল) fue el fundador de la dinastía Pala de Bengala, reinando entre el c. 750 y el 770.  El último morfema de su nombre, Pala, significa «protector» y se utilizó como un sufijo para los nombres de todos los monarcas Pala. El término Pala no implica consideraciones étnicas o de castas de la dinastía Pala. Llegó al poder en torno al 750, en Gaur, después de haber sido elegido por un grupo de jefes regionales.

## Orígenes
No hay fuentes contemporáneas que informen sobre la vida de Gopala; es conocido únicamente a través de referencias literarias y de inscripciones genealógicas. Su padre se llamaba Vapyata, y su abuelo Dayitavishnu. En la placa de cobre, Khalimpur, figura un elogio fúnebre de su hijo Dharmapala, que describe a su padre como un Vapyata Khanditarati («asesino de enemigos»), y a su abuelo Dayitavishnu como Sarva-vidyavadata («omnisciente»), muy instruidos en todos los sentidos. Los textos que datan del periodo Pala, como Ramacharita, mencionan los dirigentes Pala como los reyes descendientes de la dinastía solar. Sin embargo, la falta de credibilidad, parece querer disimular sus orígenes relativamente modestos.

## Elección
Tras la muerte del rey Shashanka de Gaur, Bengala sufrió un siglo de anarquía y confusión. Esta situación es descrita mediante la expresión en sánscrito matsya nyaya ("Justicia del pez", una metáfora para describir una situación en la que los peces grandes se comen a los más pequeños). Fue en esta época convulsa cuando Gopala llegó al poder, en torno al 750. Por aquel entonces era un gran general. La placa de cobre Khalimpur de Dharmapala alude a la elección de Gopal en la estrofa siguiente: 

Matsyanyayam apakitum prakritibhir Lakshmiya karam grahitah Sri Gopala flux kshitisa sirsam Chudamani-tatsubha 
Para poner fin al estado de cosas similares a lo que acaeció con los peces, la Prakriti ha permitido al glorioso Gopala, joya de la cabeza de reyes, tomar la mano de Lakshmi, diosa de la fortuna.

La palabra en sánscrito prakriti se refiere al pueblo en general. El lama budista tibetano Taranatha (1575-1634), escribe cerca 800 años más tarde, que fue elegido democráticamente por el pueblo de Bengala. No obstante, su relato adopta la forma de una leyenda, y se considerad históricamente poco fiable. La leyenda menciona que, después de un periodo de anarquía, el pueblo eligió varios reyes continuistas, que fueron devorados por la Nâga, reina de un rey anterior, la noche siguiente a su elección. Gopal, no obstante, mató a la reina y siguió en el trono. Los indicios históricos indican que Gopala no fue elegido directamente por estas cirucanstancias, sino por un grupo de jefes feudales. Estas elecciones eran bastante comunes en las sociedades tribales contemporáneas de la región. La estrofa de la placa de cobre Khalimpur es un elogio, y utiliza la palabra prakriti en sentido figurado.
En base en las diferentes interpretaciones de los epígrafes y de los documentos históricos, los historiadores estiman el reinado de Gopala de la siguiente manera:
| Historiador         | Estimación del reinado de Gopala |
| ------------------- | -------------------------------- |
| RC Majumdar (1971)  | 750–770                          |
| AM Chowdhury (1967) | 756-781                          |
| APDO Sinha (1977)   | 755-783                          |
| DC Sircar (1975-76) | 750-775                          |

## Reinado y herencia
Según Manjusrimulakalpa, Gopala murió a la edad de 80 años, después haber reinado 27 años. Se sabe poco de su vida o de su carrera militar, pero en el momento de su muerte, Gopala había legado un gran reino a su hijo Dharmapala (c. 770-810). No hay ningún documento disponible sobre los límites exactos del reino de Gopala, pero podría haber abarcado la casi totalidad de Bengala. Su hijo y sucesor, Dharmapala, amplió considerablemente el reino, lo que le convirtió en uno de los imperios más poderosos de India en esta época.

## Religión
Algunas fuentes escritas posteriores a la muerte de Gopala, mencionan que era budista, pero se ignora si efectivamente lo fue. Taranatha atestigua que Gopala fue un ferviente budista y un grande mecenas del budismo. Afirma que mandó construir el célebre monasterio budista de Odantapuri.